# Romeo Corbo
Ruben Romeo Corbo Burmia (født 20. januar 1952) er en uruguayansk tidligere fodboldspiller (angriber).
Corbo spillede 23 kampe for Uruguays landshold. Han var en del af landets trup til VM 1974 i Vesttyskland, og spillede to af uruguayanernes tre kampe i turneringen.
På klubplan spillede Corbo blandt andet for Peñarol i hjemlandet og for Monterrey i Mexico.